# Ken Russell
Henry Kenneth Alfred "Ken" Russell (3. července 1927 , Southampton, Spojené království – 27. listopadu 2011 , Londýn) byl anglický filmový režisér známý svým novátorským dílem a okázalým a kontroverzním stylem. Jeho filmy často pojednávají o životech slavných skladatelů nebo jsou inspirovány jinými uměleckými díly, ale jedná se pouze o volné adaptace. Mezi jeho nejslavnější filmy patří Women in Love (1969), The Devils (1971), Tommy (1975) a Altered States (1980).